# Verkehrsgesellschaft Kirchweihtal
Die Verkehrsgesellschaft Kirchweihtal GmbH (VGK) ist der regionale Betreiber des Stadtbusnetzes in Kaufbeuren mit 12 Linien.
Außerdem werden 9 Regionalbuslinien von der Verkehrsgesellschaft Kirchweihtal bedient. Insgesamt hat das Unternehmen etwa 70 Mitarbeiter und befördert jährlich mit etwa 55 Bussen etwa 3,7 Mio. Fahrgäste.

## Geschichte

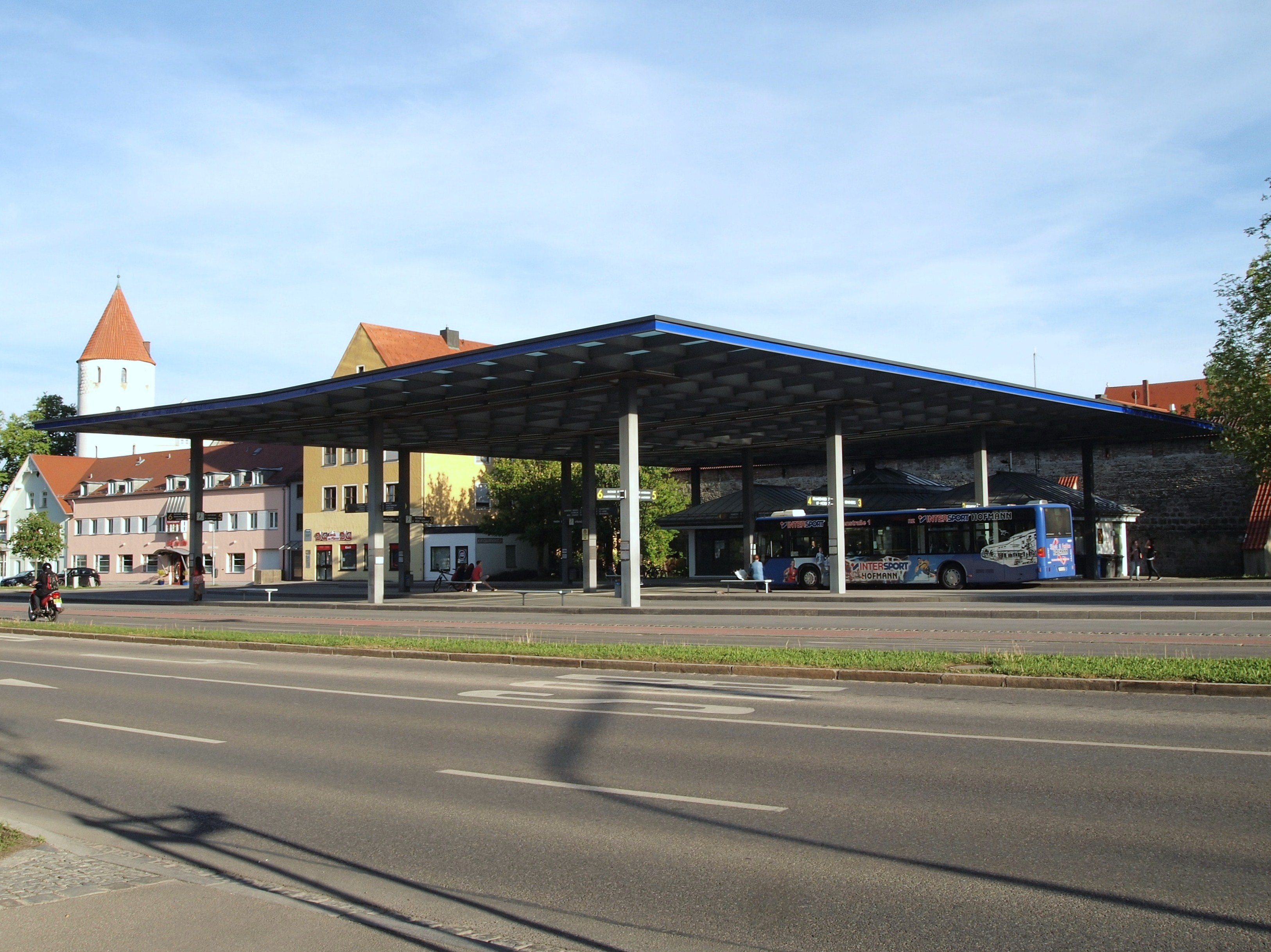
Busbahnhof Plärrer Kaufbeuren

1925 wurde die Verkehrsgesellschaft Kirchweihtal gegründet. 1927 begann die VG Kirchweihtal Postbeförderungsdienste zu übernehmen. 1931 wurde der regelmäßige Linienverkehr in den Sommermonaten zwischen Kaufbeuren und Bad Wörishofen aufgenommen. 1940 wurde die Verkehrsgesellschaft Kirchweihtal GmbH in eine Kommanditgesellschaft umgewandelt. In den Jahren 1968/69 wurde der Schulbusverkehr und Garagenbau in Mindelheim übernommen. Im Januar 1992 beteiligt sich Gesellschaft an der Gründung der Ostallgäuer Verkehrsgemeinschaft. Die Stadt Kaufbeuren und der Landkreis Ostallgäu traten im März 1993 als Gesellschafter in die VG Kirchweihtal GmbH ein. 1996 wurde der Busreiseverkehr in die eigenständige Firma KBR-Busreisen ausgegliedert. Im September 1999 wurde das neue Betriebsgebäude nach dessen Fertigstellung bezogen. 2001 begann in Kaufbeuren der neue Taktverkehr im Stadtbusnetz, dazu wurde parallel die Kirchweihtal Stadtbus GmbH gegründet. Schon ein Jahr später (2002) wurde die Kirchweihtal Bus GmbH gegründet, in die alle Kleinbusse der Firma ausgegliedert wurden. In den folgenden Jahren wurden immer mehr neue Niederflurbusse angeschafft. Im März 2009 wurde das Stadtbusbüro am Kaufbeurer Busbahnhof „Plärrer“ als ServiceZentrum Verkehr für den ÖPNV wiedereröffnet.

## Linienübersicht

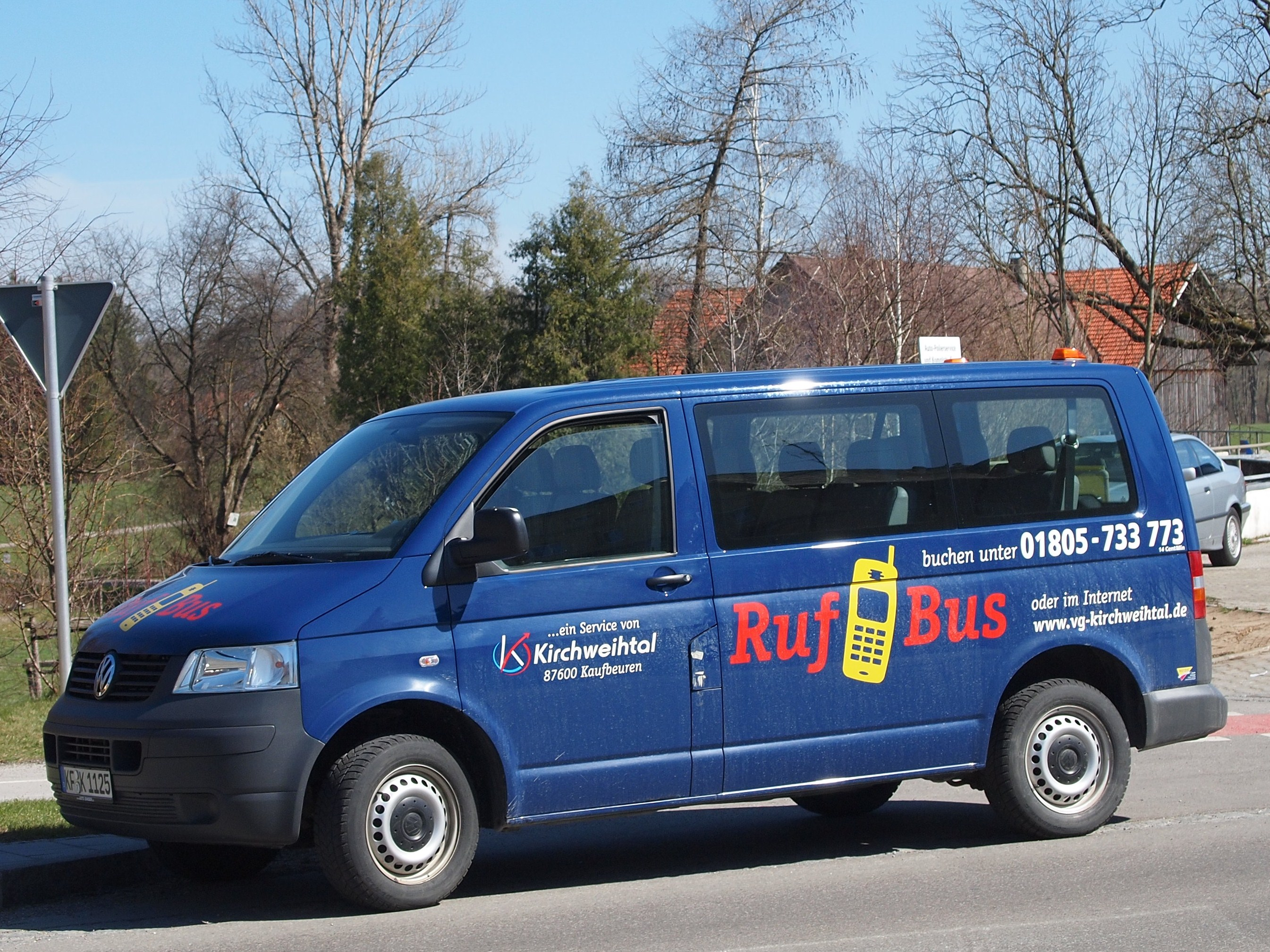
Rufbus

Folgende Linien befährt die Verkehrsgesellschaft Kirchweihtal mbH:
- Linie 5: Bienenberg – Plärrer – Haken
- Linie 6: Oberbeuren – Plärrer – Grafensteigle – Hirschzell - Frankenried
- Linie 8: Plärrer – Klinikum – Nord - Plärrer
- Linie 9: Bahnhof – Gewerbegebiet – Plärrer – Bahnhof
- Linie 10: Kaufbeuren – Aitrang
- Linie 11: Plärrer – Neugablonz (über alte Poststraße)
- Linie 12: Plärrer – Neugablonz (über Wertachschleife)
- Linie 13: Plärrer – Neugablonz (über Waldfriedhof)
- Linie 16: Kaufbeuren – Ketterschwang – Buchloe
- Linie 17: Kaufbeuren – Waal – Buchloe
- Linie 18: Kaufbeuren – Denklingen
- Linie 23: Kaufbeuren – Mindelheim
- Linie 24: Buchloe/Beckstetten – Weicht – Mindelheim
- Linie 26: Plärrer – Irsee – Kemnat – Plärrer
- Linie 31: Kaufbeuren – Ingenried
- Linie 32: Kaufbeuren – Bernbach

- Linie 35: Buchloe – Großkitzighofen

- Linie 51: Marktoberdorf-Görisried-Obergünzburg

- Linie 52: Marktoberdorf-Sulzschneid
- Linie 53: Marktoberdorf-Lechbruck am See

- Linie 54: Marktoberdorf-Bidingen-Kaufbeuren

- Linie 55: Marktoberdorf - Nesselwang

- Linie 59: Marktoberdorf - Roßhaupten
- Linie 60: Nesselwang - Roßhaupten